# Gerhard Feige

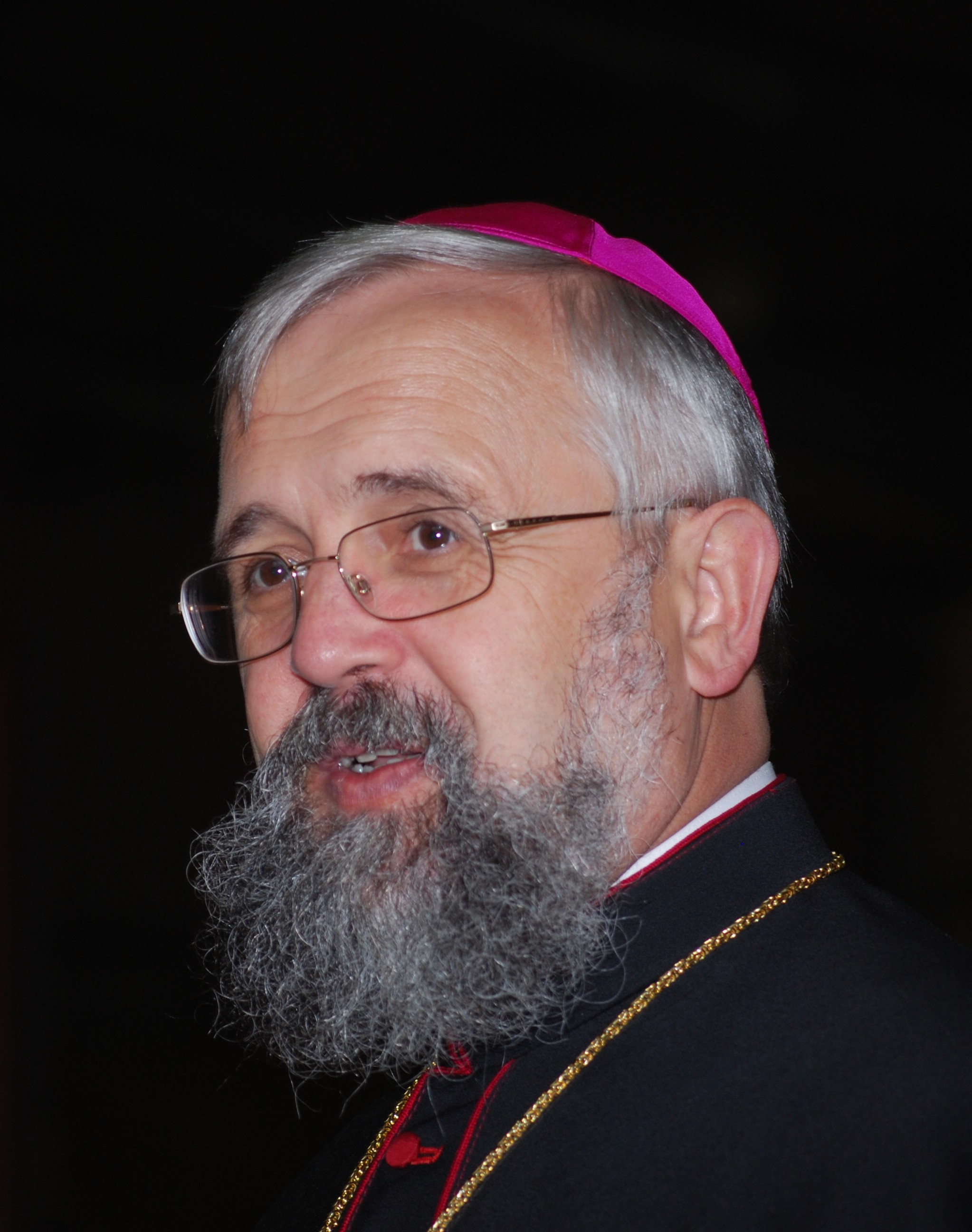
Gerhard Feige (2008)

Bischofswappen

Gerhard Feige (* 19. November 1951 in Halle (Saale)) ist römisch-katholischer Bischof von Magdeburg.

## Leben
Gerhard Feige wurde im hallischen St.-Barbara-Krankenhaus geboren und wuchs auch in Halle (Saale) auf. Nach seinem Abitur an der EOS August-Hermann-Francke-Schule in Halle studierte er Katholische Theologie in Erfurt. Am 1. April 1978 empfing er in Magdeburg von Bischof Johannes Braun die Priesterweihe.
Als Vikar wirkte Feige von 1978 bis 1981 an der Lorenzkirche in Salzwedel sowie von 1981 bis 1982 an der St.-Marien-Kirche im Magdeburger Stadtteil Sudenburg. Anschließend arbeitete er am Philosophisch-Theologischen Studium – heute Katholisch-Theologische Fakultät der Universität Erfurt – als Assistent. Nach seiner Promotion zum Doktor der Theologie 1988 an der Päpstlichen Universität Gregoriana in Rom und einem anschließenden einjährigen Studienaufenthalt daselbst war er Dozent für Alte Kirchengeschichte, Patrologie und Ökumenische Theologie in Erfurt. 1994 erfolgte seine Berufung zum Professor für Alte Kirchengeschichte, Patrologie und Ostkirchenkunde.
Am 19. Juli 1999 ernannte Papst Johannes Paul II. Feige zum Weihbischof in Magdeburg und Titularbischof von Tisedi. Gerhard Feige empfing die Bischofsweihe am 11. September 1999 von Bischof Leo Nowak in der Magdeburger Kathedrale Sankt Sebastian. Als Mitkonsekratoren assistierten dabei die Bischöfe Joachim Wanke von Erfurt und Paul-Werner Scheele von Würzburg. Sein Wahlspruch lautet: Vigilate et orate („Wachet und betet“) und entstammt dem Matthäusevangelium (Mt 26,41 ). Feige kommentierte diesen Wahlspruch in einer Predigt aus Anlass seines silbernen Weihejubiläums am 11. September 2024: „Das ist keine fertige Lösungsformel für alle Probleme oder eine abgehobene Vision. Damit verbindet sich aber eine Grundhaltung, mit der man bei allen Veränderungen und auch unter schwierigen Bedingungen bestehen kann.“ Das Bischofswappen Feiges ist viergeteilt und weist auf das untergegangene mittelalterliche Bistum Magdeburg (1. Feld), Feiges Heimatstadt Halle an der Saale (2. Feld) sein Amt als Professor für Patrologie und sein Interesse an byzantinischer Liturgie (3. Feld) und die Verbindung zum Metropolitanbistum Paderborn (4. Feld) hin.
Nachdem am 17. März 2004 der Rücktritt des Magdeburger Bischofs Leo Nowak aus Altersgründen vom Papst angenommen worden war, wählte das Magdeburger Kathedralkapitel Feige zum Diözesanadministrator für die Zeit der Sedisvakanz.
Am 23. Februar 2005 ernannte Papst Johannes Paul II. Feige zum Nachfolger von Leo Nowak als Diözesanbischof. Die Amtseinführung erfolgte am 16. April 2005 in seiner Bischofskirche Sankt Sebastian in Magdeburg durch den Apostolischen Nuntius, Erzbischof Erwin Josef Ender, und den Metropoliten der Kirchenprovinz Paderborn, Erzbischof Hans-Josef Becker.
Als besonderes Anliegen des Bischofs gilt die Ökumene und besonders die Beziehung zur Orthodoxie mit starkem persönlichen Interesse für die unierten Kirchen. Bereits 1983 erhielt Feige die Erlaubnis, Gottesdienste auch im byzantinischen Ritus zu feiern (vgl. Biritualismus). Seit 1993 gehört er zur Gemeinsamen Kommission der Griechisch-Orthodoxen Metropolie von Deutschland und der römisch-katholischen Kirche in Deutschland. Noch zu Zeiten als Professor führten ihn regelmäßige Seminarreisen mit Studenten nach Lemberg (Lwiw) in der Ukraine. Siehe hierzu auch bei Kardinal Ljubomyr Husar, Großerzbischof der mit Rom unierten griechisch-katholischen Kirche.
1992 ernannte die Deutsche Bischofskonferenz Feige zu ihrem Delegierten in der Arbeitsgemeinschaft Christlicher Kirchen in Deutschland. Außerdem ist Bischof Feige Mitglied des Ökumenisch-Theologischen Arbeitskreises in Ostdeutschland. Feige ist seit September 2012 neuer Vorsitzender der Ökumenekommission der Deutschen Bischofskonferenz. Er trat damit die Nachfolge des zum Präfekten der Glaubenskongregation berufenen Erzbischofs Gerhard Ludwig Müller an und wurde bei der Herbstvollversammlung der Bischofskonferenz 2016 in dem Amt bestätigt.
Am 22. Juli 2014 wurde Feige von Papst Franziskus zum Mitglied des Päpstlichen Rates zur Förderung der Einheit der Christen berufen. Er legte die Mitgliedschaft Ende 2022 nieder; er nannte dafür im Interview als Gründe neben Herausforderungen in seinem Bistum vor allem „manche Verwerfungen in den internationalen ökumenischen Beziehungen“ und stagnierende Fortschritte des theologischen Dialogs, so dass er sich ökumenisch lieber nur noch auf nationaler und regionaler Ebene engagieren wolle.
Feige ist Mitgründer und war bis 2024 römisch-katholischer Ko-Vorsitzender des Gemeinsamen orthodox-katholischen Arbeitskreises St. Irenäus.

## Standpunkte
Im Februar 2014 stellte sich Feige solidarisch hinter die Äußerungen des Trierer Bischofs Stephan Ackermann und forderte ebenso eine Reform der Sexualmorallehre. Es sei „endlich an der Zeit, sich offen der ungeschminkten Wirklichkeit zu stellen und im Geiste Jesu Christi sensibel und fair um verantwortbare und lebensdienliche Lösungen zu ringen“. Verantwortungsbewusst gelebte Homosexualität dürfe von der Kirche nicht als widernatürlich eingestuft werden, sagte der Bischof weiter.
Im Februar 2019 erklärte Feige, er halte verheiratete Priester für denkbar und die Frauenordination in der römisch-katholischen Kirche für möglich.
Am 17. Februar 2024 beteiligte er sich neben Friedrich Kramer in Magdeburg an einer Demonstration gegen Rechtsextremismus, zu der u. a. auch die Kirchen aufgerufen hatten. Feige lehnte dabei zwar Parteipolitik als spezifische Aufgabe der Kirchen ab, betonte aber die „grundlegenden Werte des Zusammenlebens“.